# Rowner
Rowner är en ort i distriktet Gosport, i grevskapet Hampshire, i England. Rowner var en civil parish fram till 1932 när blev den en del av Alverstoke. Civil parish hade 105 invånare år 1931. Byn nämndes i Domedagsboken (Domesday Book) år 1086, och kallades då Ruenore.